# Anachrostis fulvicilia
Anachrostis fulvicilia là một loài bướm đêm trong họ Noctuidae.